# فهرست دریاچه‌های مغولستان
دریاچه‌های کشور مغولستان به‌طور ناموزون در سراسر کشور پخش شده‌اند. بسیاری از آنها، از جمله برخی از بزرگ‌ترین آنها، را می‌توان در فرورفتگی دریاچه‌های بزرگ بین رشته‌کوه‌های آلتای، خانگای و تانو-اولا در غرب این کشور یافت. گروه دوم را می‌توان در دره‌های کوهستانی سراسر کشور یافت. دریاچه خووسگول در دره‌ای کافتی در جنوب کوه‌های سایان روسیه به دلیل عمق زیاد، بیشترین حجم را دارد. دریاچه‌های باقی‌مانده که در مناطق استپی و بیابان گبی یافت می‌شوند، معمولاً کوچک‌تر و کم‌عمق هستند.
مساحت دریاچه‌های مغولستان در مجموع ۱۶٫۰۰۳ کیلومترمربع است. از کل دریاچه‌ها، ۸۳٫۷٪ دریاچه‌های کوچک با مساحت کمتر از ۰٫۱ کیلومتر مربع (۵٫۶٪ از کل مساحت) هستند. ۳۰۶۰ دریاچه با مساحت ۰٫۱ کیلومتر مربع و بیشتر وجود دارد.
| رتبه | نام                   | نام مغولی (سیریلیک) | نام مغولی (خط مغولی)                          | استان                       | ارتفاع، متر | مساحت، کیلومتر2 | حداکثر طول، کیلومتر | میانگین عرض، کیلومتر | حداکثر عرض، کیلومتر | میانگین عمق، متر | حداکثر عمق، متر | حجم، کیلومتر3 |
| ---- | --------------------- | ------------------- | --------------------------------------------- | --------------------------- | ----------- | --------------- | ------------------- | -------------------- | ------------------- | ---------------- | --------------- | ------------- |
| ۱    | دریاچه اوفس           | Увс нуур            | ᠤᠪᠰᠤ ᠨᠠᠭᠤᠷ (ubsu naɣur)                       | استان اوفس                  | ۷۵۹         | ۳٬۳۵۰           | ۸۴                  | ۴۰                   | ۷۹                  | ۱۱٫۹             | ۲۰              | ۳۹٫۶          |
| ۲    | دریاچه خوفسگول        | Хөвсгөл нуур        | ᠬᠥᠪᠰᠦᠭᠦᠯ ᠨᠠᠭᠤᠷ (köbsügül naɣur)               | استان خوفسگول               | ۱٬۶۴۵       | ۲٬۷۶۰           | ۱۳۶                 | ۲۰٫۸                 | ۳۶٫۵                | ۱۳۷٫۹            | ۲۶۲             | ۳۸۰٫۷         |
| ۳    | دریاچه خار-اوس        | Хар-Ус нуур         | ᠬᠠᠷ᠎ᠠ ᠤᠰᠤ ᠨᠠᠭᠤᠷ (qar-a usu naɣur)              | استان خوفد                  | ۱٬۱۵۷       | ۱٬۵۷۸           | ۷۲٫۲                | ۲۶                   | ۲۷                  | ۲٫۲              | ۴٫۵             | ۳٫۴۳۲         |
| ۴    | دریاچه خیارغاس        | Хяргас нуур         | ᠬᠢᠷᠭᠢᠰ ᠨᠠᠭᠤᠷ (qirɣis naɣur)                   | استان اوفس                  | ۱٬۰۲۸٫۵     | ۱٬۴۰۷           | ۷۵                  | ۱۹                   | ۳۱                  | ۴۶٫۹             | ۸۰              | ۶۶٫۰۳۴        |
| ۵    | دریاچه بوئیر          | Буйр нуур           | ᠪᠤᠶᠢᠷ ᠨᠠᠭᠤᠷ (buyir naɣur)                     | استان دورنود                | ۵۸۱         | ۶۱۵             | ۴۰                  | ۱۵                   | ۲۱                  | ۶٫۵              | ۱۰٫۲            | ۳٫۷۸۴         |
| ۶    | دریاچه خار (خوود)     | Хар нуур            | ᠬᠠᠷ᠎ᠠ ᠨᠠᠭᠤᠷ (qar-a naɣur)                      | استان خوفد                  | ۱٬۱۳۲       | ۵۷۵             | ۳۷                  | ۱۶                   | ۲۴                  | ۴٫۲              | ۷               | ۲٫۴۲۲         |
| ۷    | دریاچه دورگون         | Дөргөн нуур         | ᠳᠥᠷᠭᠦᠨ ᠨᠠᠭᠤᠷ (dörgön naɣur)                   | استان خوفد                  | ۱٬۱۳۲       | ۳۰۵             | ۲۴                  | ۱۳                   | ۱۷                  | ۱۴٫۳             | ۲۷              | ۴٫۳۶۷         |
| ۸    | دریاچه آچیت           | Ачит нуур           | ᠠᠴᠢᠲᠤ ᠨᠠᠭᠤᠷ (ačitu naɣur)                     | استان اوفس، استان خوفد      | ۱٬۴۳۵       | ۲۹۷             | ۲۴                  | ۱۲                   | ۱۸                  | ۲٫۲              | ۵               | ۰٫۶۶۵         |
| ۹    | دریاچه بوون چاغان     | Бөөн Цагаан нуур    | ᠪᠥᠭᠡᠨ ᠴᠠᠭᠠᠨ ᠨᠠᠭᠤᠷ (bögen čaɣan naɣur)         | استان بایان‌خونگور           | ۱٬۳۱۲       | ۲۵۲             | ۲۴                  | ۱۱                   | ۱۹                  | ۹٫۳              | ۱۶              | ۲٫۳۵۵         |
| ۱۰   | دریاچه اوورگ          | Үүрэг нуур          | ᠡᠭᠦᠷᠭᠡ ᠨᠠᠭᠤᠷ (egürge naɣur)                   | استان اوفس                  | ۱٬۴۲۵       | ۲۳۹             | ۲۰                  | ۱۲                   | ۱۸                  | ۲۶٫۹             | ۴۲              | ۶٫۴۱۹         |
| ۱۱   | دریاچه تلمن           | Тэлмэн нуур         | ᠲᠡᠯᠡᠮᠡᠨ ᠨᠠᠭᠤᠷ (telemen naɣur)                 | استان جابخان                | ۱٬۷۸۹       | ۱۹۴             | ۲۸                  | ۱۲                   | ۱۶                  | ۱۳٫۸             | ۲۷              | ۲٫۶۷۱         |
| ۱۲   | دریاچه اولان          | Улаан нуур          | ᠤᠯᠠᠭᠠᠨ ᠨᠠᠭᠤᠷ (ulaɣan naɣur)                   | استان اومنوغوبی             | ۱٬۰۰۸       | ۱۷۵             | -                   | -                    | -                   | -                | -               | -             |
| ۱۳   | دریاچه سانگیین دالای  | Сангийн Далай нуур  | ᠰᠠᠩ ᠤ᠋ᠨ ᠳᠣᠭᠤᠳᠤ ᠨᠠᠭᠤᠷ (saŋ-un toluɣai naɣur)    | استان خوفسگول، استان جابخان | ۱٬۸۸۸       | ۱۶۵             | ۳۲                  | ۵                    | ۱۳                  | ۱۲٫۱             | ۳۰              | ۱٫۹۹۵         |
| ۱۴   | دریاچه آیراغ          | Айраг нуур          | ᠠᠶᠢᠷᠠᠭ ᠨᠠᠭᠤᠷ (ayiraɣ naɣur)                   | استان اوفس                  | ۱٬۰۳۰       | ۱۴۳             | ۱۸                  | ۹                    | ۱۳                  | ۵٫۷              | ۱۰              | ۰٫۸۲۰         |
| ۱۵   | دریاچه اوروگ          | Орог нуур           | ᠣᠷᠤᠭ ᠨᠠᠭᠤᠷ (oroɣ naɣur)                       | استان بایان‌خونگور           | ۱٬۲۱۷       | ۱۴۰             | ۳۱٫۸                | ۲                    | ۷٫۷                 | ۳٫۰              | ۵               | ۰٫۴۲۰         |
| ۱۶   | دریاچه یاخی           | Яхь нуур            | ᠶᠠᠬᠠ ᠨᠠᠭᠤᠷ (yaqa naɣur)                       | استان دورنود                | ۶۷۰         | ۹۷              | ۲۰٫۴                | ۴٫۲                  | ۱۱٫۹                | ۲٫۳              | ۴               | ۰٫۲۲۳         |
| ۱۷   | دریاچه خار            | Хар нуур            | ᠬᠠᠷ᠎ᠠ ᠨᠠᠭᠤᠷ (qar-a naɣur)                      | استان جابخان                | ۱٬۹۸۰       | ۸۴٫۵            | ۲۹٫۳                | ۳٫۵                  | ۶٫۶                 | ۱۹٫۶             | ۴۷              | ۱٫۶۵۴         |
| ۱۸   | دریاچه تولبو          | Толбо нуур          | ᠲᠣᠯᠪᠤ ᠨᠠᠭᠤᠷ (tolbo naɣur)                     | استان بایان‌اولگی            | ۲٬۰۸۰       | ۸۴              | ۲۱                  | ۴                    | ۷                   | ۶٫۸              | ۱۲              | ۰٫۵۷۱         |
| ۱۹   | دریاچه خورغان         | Хурган нуур         | ᠬᠤᠷᠠᠭᠠᠨ ᠨᠠᠭᠤᠷ (quraɣan naɣur)                 | استان بایان‌اولگی            | ۲٬۰۷۲       | ۷۱              | ۲۳٫۳                | ۳                    | ۶                   | ۷٫۸              | ۲۸              | ۰٫۵۳۷         |
| ۲۰   | دریاچه دایان          | Даян нуур           | ᠳᠠᠶᠠᠨ ᠨᠠᠭᠤᠷ (dayan naɣur)                     | استان بایان‌اولگی            | ۲٬۲۳۲       | ۶۷              | ۱۸                  | ۴                    | ۹                   | ۲٫۳              | ۴               | ۰٫۱۵۷         |
| ۲۱   | دریاچه دود چاغان      | Доод Цагаан нуур    | ᠳᠣᠣᠷᠠᠳᠤ ᠴᠠᠭᠠᠨ ᠨᠠᠭᠤᠷ (dooradu čaɣan naɣur)     | استان خوفسگول               | ۱٬۵۳۸       | ۶۴              | ۱۸                  | ۴                    | ۷                   | ۶٫۰              | ۱۴              | ۰٫۳۸۴         |
| ۲۲   | دریاچه بایان          | Баян нуур           | ᠪᠠᠶ᠋ᠠᠨ ᠨᠠᠭᠤᠷ (bayan naɣur)                     | استان جابخان                | ۱٬۴۹۱       | ۶۴              | ۱۴                  | ۵                    | ۸                   | ۲۱٫۷             | ۵۰              | ۱٫۳۹۰         |
| ۲۳   | دریاچه خار-اوس (اووس) | Хар-Ус нуур         | ᠬᠠᠷ᠎ᠠ ᠤᠰᠤ ᠨᠠᠭᠤᠷ (qar-a usu naɣur)              | استان اوفس                  | ۱٬۵۷۴       | ۶۳              | ۱۹                  | ۵                    | ۷٫۸                 | ۵٫۲              | ۸٫۲             | ۰٫۳۲۶۵        |
| ۲۴   | دریاچه اویغون         | Ойгон нуур          | ᠣᠶᠢᠭᠠᠨ ᠨᠠᠭᠤᠷ (oyiɣan naɣur)                   | استان جابخان                | ۱٬۶۶۴       | ۶۱              | ۱۸                  | ۳                    | ۸                   | ۳٫۴              | ۸               | ۰٫۲۰۷         |
| ۲۵   | دریاچه ترخیین چاغان   | Тэрхийн Цагаан нуур | ᠲᠡᠷᠬᠢᠶ ᠤᠨ ᠴᠠᠭᠠᠨ ᠨᠠᠭᠤᠷ (terkiy-un čaɣan naɣur) | استان آرخانغای              | ۲٬۰۶۰       | ۶۱              | ۱۶                  | ۴                    | ۶                   | ۶٫۰              | ۲۰              | ۰٫۳۶۹         |
| ۲۶   | دریاچه خوتون          | Хотон нуур          | ᠬᠣᠲᠤᠩ ᠨᠠᠭᠤᠷ (qotuŋ naɣur)                     | استان بایان‌اولگی            | ۲٬۰۸۴       | ۵۰              | ۲۲                  | ۲٫۳                  | ۴                   | ۲۶٫۸             | ۵۸              | ۱٫۳۴۱         |